# شوتن (مدينة)
شتن (بالألمانية: Schotten) هي بلدة، Luftkurort، مدينة و بلدة ألمانية تقع في ألمانيا في Vogelsbergkreis. يقدر عدد سكانها بـ 11,325 نسمة .

## المدن التوأمة
مدن أركو، Belœil، Crosne، Rýmařov، Maybole و بوغن هي مدن توأمة لـشتن.

## أعلام
- ماكس كونزي
- هوغو كوفمان